# فانمروتنكولم
فانمروتنكولم (بالإنجليزية: Vannamarutankulam)‏ هي منطقة سكنية تقع في سريلانكا في المقاطعة الشمالية.